# Gustavo Artacho
Gustavo Artacho (* 15. September 1967 in Buenos Aires) ist ein argentinischer Radrennfahrer.
Gustavo Artacho konnte 1992 die Gesamtwertung der Rutas de América in Reihen des Club Ciclista Punta del Este und 1996 die des Clásica del Oeste-Doble Bragado für sich entscheiden. Im Jahr 2000 belegte er den dritten Platz beim Sechstagerennen in Buenos Aires. Seit 2003 fährt er für das US-amerikanischer Radsportteam Colavita. In seinem ersten Jahr dort gewann er das Kriterium am 4. Juli in Bridgewater. Im nächsten Jahr war er auf einem Teilstück des Cyclefest in Sunday Sizzler erfolgreich.

## Erfolge
1992
- Gesamtwertung Rutas de América

## Teams
- 1992 Club Ciclista Punta del Este
- 2003 Colavita Olive Oil-Bolla
- 2004 Colavita Olive Oil-Bolla
- 2005 Colavita Olive Oil-Sutter Home
- 2006 Colavita Olive Oil-Sutter Home Wines
- 2007 Colavita/Sutter Home-Cooking Light